# Leucosciara inana
Leucosciara inana är en tvåvingeart som beskrevs av Werner Mohrig 2003. Leucosciara inana ingår i släktet Leucosciara och familjen sorgmyggor.
Artens utbredningsområde är Honduras. Inga underarter finns listade i Catalogue of Life.